# Crocus angustifolius
Crocus angustifolius là một loài thực vật có hoa trong họ Diên vĩ. Loài này được Weston miêu tả khoa học đầu tiên năm 1771.